# Fiksdal
Fiksdal este o localitate din comuna Vestnes, provincia Møre og Romsdal, Norvegia, cu o suprafață de 0,31 km² și o populație de 258 locuitori (2013).